# Mesocyclops yutsil
Mesocyclops yutsil är en kräftdjursart som beskrevs av Reid in Fiers, Reid, Iliffe och Suarez-Morales 1996. Mesocyclops yutsil ingår i släktet Mesocyclops och familjen Cyclopidae. Inga underarter finns listade i Catalogue of Life.